# 新月梅鲷
新月梅鲷（学名：Caesio lunaris），又名花尾烏尾鮗，为笛鲷科梅鲷属的鱼类。分布于红海、马达加斯加至所罗门群岛、北至日本、台湾岛以及西沙群岛等，属于暖水性中上层鱼类。其多栖息于珊瑚礁附近浅水区。